# Asarkina gemmata
Asarkina gemmata är en tvåvingeart som beskrevs av Mario Bezzi 1915. Asarkina gemmata ingår i släktet Asarkina och familjen blomflugor. Inga underarter finns listade i Catalogue of Life.